# Michal Illich
Michal Illich (* 24. ledna 1979) je český programátor, podnikatel a investor. Prostřednictvím svých firem organizuje mezinárodní konferenci Webexpo a vývojářskou komunitu Devel.cz. Jeho firma Zuri vyvíjí letadlo s hybridním pohonem. Širší mediální zájem Michal Illich vzbudil poprvé v roce 2008, kdy společnosti CME prodal svou firmu Jyxo.cz, která provozovala český vyhledávač a tehdy významný blogovací systém blog.cz.
Vystudoval Mensa gymnázium.